# 皮尔马森斯
皮尔马森斯（德語：Pirmasens，發音：[ˈpɪʁmazɛns] ⓘ）是德国莱茵兰-普法尔茨州的非县辖城市，也是西南普法尔茨县（1997年之前名为“皮尔马森斯县”）的县治，位于普法尔茨林山的西沿，面积61.36平方千米，2023年12月31日人口为40,941人。皮尔马森斯曾经是德国的“鞋业都市”（Schuhmetropole）。